# Roberto Torretti Edwards
Roberto Torretti Edwards   (Santiago de Xile, 16 de febrer de 1930 - 12 de novembre de 2022) va ser un filòsof xilè. Escriptor i acadèmic reconegut per les seves seves aportacions innovadores a la història i filosofia de la relativitat i a la filosofia crítica de Kant.

## Biografia
Roberto Torretti va obtenir un doctorat a la Universitat de Friburg, Alemanya, com a alumne de Wilhelm Szilasi el 1954. Poc després va començar a impartir classes de filosofia i psicologia a l'Institut d'Educació de la Universitat de Xile a Valparaíso. També va treballar per a les Nacions Unides abans de començar la carrera acadèmica a la Universitat de Puerto Rico, on va ocupar una càtedra de Filosofia durant vint-i-cinc anys, i a la Universitat de Xile entre el 1999 i el 2001. Torretti va ser catedràtic emèrit de la Universitat de Puerto Rico i membre de l'Institut Internacional de Filosofia. A l'abril de 2005 Torretti va obtenir un doctorat honorari per part de la Universitat Autònoma de Barcelona (Catalunya). Torretti residia a Santiago, Xile, i estava casat amb l'acadèmica i filòsofa Carla Cordua. Al setembre de 2011 Cordua i Torretti van ser guardonats conjuntament amb el Premi Nacional d'Humanitats i Ciències Socials per part de la República de Xile.

## Filosofia
Torretti va estar molt influït pel filòsof alemany Immanuel Kant i va dedicar moltes de les seves obres al pensament de Kant. El seu treball Manuel Kant : estudio sobre los fundamentos de la filosofía crítica és considerat com un dels treballs literaris més importants sobre els pensaments del filòsof alemany del segle xviii. Publicacions com Philosophy of Geometry from Riemann to Poincaré (1978), Relativity and geometry (1983) i El paraíso de Cantor (1998) han convertit Torretti en una de les principals autoritats de la filosofia de la ciència. Gran part del treball de Torretti ha tractat la física i les matemàtiques, amb un gran enfocament en la teoria de la relativitat i la geometria del segle xix.

## Reconeixements
- Premio Nacional de Humanidades y Ciencias Sociales, Xile, 2011[4] (compartit amb Carla Cordua)
- Doctor honoris causa, Universitat Autònoma de Barcelona, 2005
- Fellow, Pittsburgh Center for the Philosophy of Science, 1983-1984
- Beca Guggenheim 1980-1981
- Beca Guggenheim 1975-1976
- Alexander-von-Humboldt Dozentenstipendiat, Kant-Archiv, Bonn, 1964-1965